# Волица (Фастовский район)
Во́лица (укр. Волиця) — село, входит в Фастовский район Киевской области Украины.
Население по переписи 2001 года составляло 653 человека. Почтовый индекс — 08534. Телефонный код — 4565. Занимает площадь 5,12 км². Код КОАТУУ — 3224982001.

## Местный совет
08534, Київська обл., Фастівський р-н, с. Волиця, вул. Гагаріна,22

## История
В книге Похилевича упоминается как казённое село Волица, в которой проживало 695 душ (1864), рядом с древним селом Пивни («Петухи»), и Дмитровка. В то время относилось к Васильковскому уезду Киевской губернии.
В царские времена жители села Волицы относились к приходу Свято-Златоустовской церкви села Пивни, отстоящей на расстоянии 3-х верст.

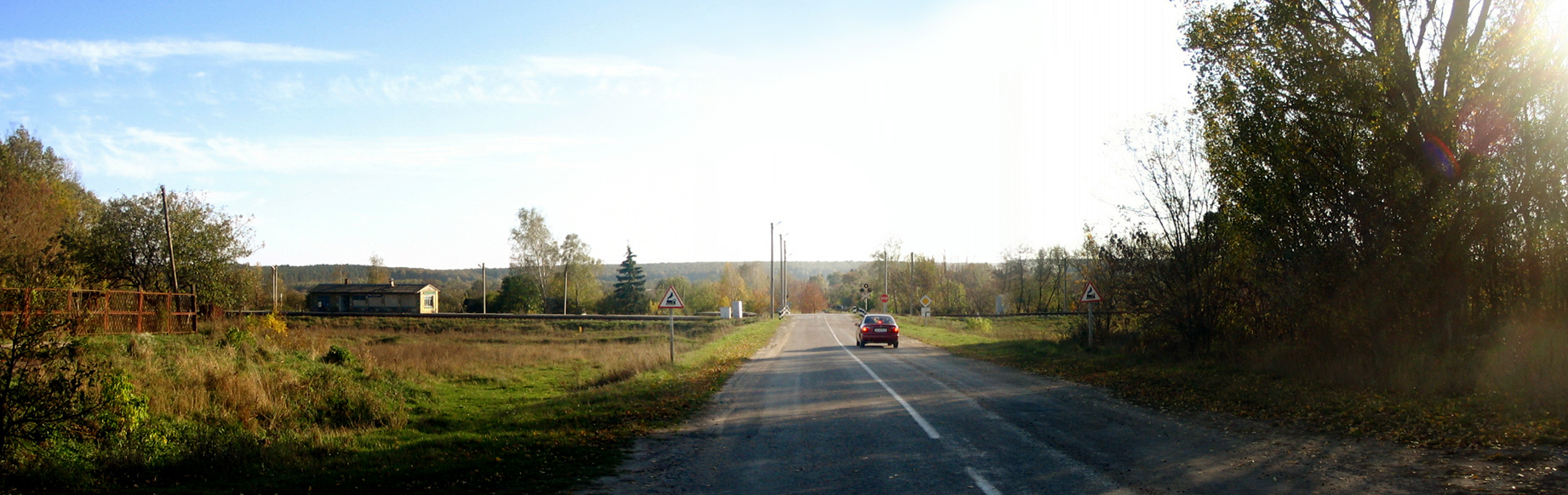
Железнодорожная платформа Новая Волица. Осень 2008

## Природные пресурсы
В Волице располагается песчаный карьер, большая часть которого не используется и покрыта густой лесистой растительностью. Самый большой Волицкий пруд является объектом рыбного хозяйства и на данный момент находится в частной собственности.